# 49-та Премія мистецтв Пексан
49-та Церемонія Премії мистецтв Пексан (кор. 제49회 백상예술대상) — відбулася в Сеулі (Університет Кьонхі) 9 травня 2013 року. Транслювалася на телеканалі jTBC. Ведучими були О Сан Джін, Кім А Джун та Чу Вон.

## Номінанти та переможці
Повний список номінантів та переможців. Переможці виділені жирним шрифтом та подвійним хрестиком ().

### Кіно
| Тесан (Велика нагорода) - Рю Син Рьон (актор) — «Диво в камері №7» | |
| Найкращий фільм - «Маскарад» - «Файл „Берлін“» - «Диво в камері №7» - «П'єта» - «Хлопчик-перевертень» | Найкраща режисерська робота - Чху Чхан Мін — «Маскарад» - Чхве Тон Хун — «Злодії» - Кім Кі Дук — «П'єта» - Мін Кю Дон — «Все про мою дружину» - Рю Син Ван — «Файл „Берлін“»                                                                                    |
| Найкращий режисерський дебют - Чо Сон Хі — «Хлопчик-перевертень» - Чо Кин Хьон — «26 років» - Кім Хві — «Сусід» - Мун Хьон Сон — «Корея» - Пак Хун Джон — «Новий Світ»                                                                                                | Найкращий сценарій - Чон Пьон Ґіль — «Сповідь вбивці» - Хо Сон Хє, Мін Кю Дон — «Все про мою дружину» - Чо Сон Хі — «Хлопчик-перевертень» - Лі Хван Ґьон, Кім Хван Сон, Кім Йон Сок — «Диво в камері №7» - Пак Хун Джон — «Новий Світ»                          |
| Найкраща чоловіча роль - Ха Чон У — «Файл „Берлін“» як Пхьо Чон Сон - Хван Чон Мін — «Новий Світ» як Чон Чхон - Лі Бьон Хон — «Маскарад» як король Кванхегун/Ха Сон - Рю Син Рьон — «Диво в камері №7» як Лі Йон Ґу - Сон Чжун Кі — «Хлопчик-перевертень» як Чхоль Су | Найкраща жіноча роль - Кім Мін Хі — «Надто звичайна пара» як Чан Йон - Хан Хьо Джу — «Кохання 112» як Мі Су - Ім Су Джон — «Все про мою дружину» як Йон Чон Ін - Чо Мім Су — «П'єта» як Чан Мі Сон - Лі Чон Хьон — «Юний порушник» як Хьо Син                   |
| Найкраща чоловіча роль другого плану - Ма Тон Сок — «Сусід» як Ан Хьок Мо - Чо Чін Ун — «Ідеальний номер» як Чо Мін Бом - О Таль Су — «Диво в камері №7» як Со Ян Хо - Пак Сон Ун — «Новий Світ» як Лі Чун Ґу - Рю Син Рьон — «Все про мою дружину» як Чан Сон Ґі     | Найкраща жіноча роль другого плану - Чо Ин Джі — «Наложниця» як Ким Ок - Чон Чі Хьон — «Злодії» як Єнікол - Мун Чон Хі — «Невгамовний» як Ґьон Сун - Пак Сін Хє — «Диво в камері №7» як Лі Є Сон в дорослому віці - Сін Со Юль — «У що ти одягнутий?» як Со Йон |
| Найкращий акторський дебют (чоловіки) - Чі Те Хан — Мій маленький герой як Йон Ґван - То Чі Хан — «Вежа» як Лі Сон У - Лім Силь Он — «26 років» як Квон Чон Хьок - Кім Бом — «Обдаровані руки» як Кім Джун - Со Йон Джу — «Юний порушник» як Чан Чі Ґу                | Найкращий акторський дебют (жінки) - Хан Є Рі — «Корея» як Ю Сун Бок - Чон Ин Чхе — «Нічия дочка Хевон» як Хевон - Каль Со Вон — «Диво в камері №7» як Є Сон - Кім Ко Ин — «Ин Ґьо» як Хан Ин Ґьо - Нам Бо Ра — «Не плач, мамо» як Ин А                         |
| Нагорода за популярність (чоловіки) - Кім Тон Ван — «Невгамовний» як Че Пхіль | Нагорода за популярність (жінки) - Пак Сін Хє — «Диво в камері №7» як Лі Є Сон в дорослому віці |

### Телебачення
| Тесан (Велика нагорода) - Ю Че Сок (учасник розважальної програми) — «Нескінченне випробування» | Найкращий серіал - «Переслідувач» (SBS) - «Світло та тіні» (MBC) - «Мій чоловік має сім'ю» (KBS) - «Школа 2013» (KBS) - «Як довго я цілувалася?» (JTBC) |
| Найкраща розважальна програма - «Батько! Куди ми прямуємо?» (MBC) - «Національна команда» (Channel A) - «Привіт, раднику» (KBS) - «Закон джунглів» (SBS) - «Лікувальний табір, невже ви не щасливі» (SBS)                                                                                | Найкраща освітня програма - «Обідній стіл корейців» (KBS) - «Суперриба» (KBS) - «Цілком таємно: Їжа» (Channel A) - «Остання імперія» (SBS) - «Королеробець» (EBS) |
| Найкраща режисерська робота - Кім Кю Тхе — «Цією зимою, вітер дує» - Чо Нам Ґук — «Переслідувач» - Кім Хьон Сок — «Мій чоловік має сім'ю» - Квон Сок Джан, Лі Юн Джон — «Золотий час» - Лі Чу Хван — «Світло та тіні»                                                                    | Найкращий сценарій - Пак Кьон Су — «Переслідувач» - Чхвн Хі Ра — «Золотий час» - Хан Мьон Хі — «Чи можемо ми одружитися?» - Лі У Джон — «Відповідь у 1997» - Пак Чі Ин — «Мій чоловік має сім'ю»                                                                          |
| Найкраща чоловіча роль - Сон Хьон Чжу — «Переслідувач» як детектив Пек Хон Сок - Лі Сан Юн — «Моя донька Сойон» як Кан У Дже - Лі Сон Мін — «Золотий час» як Чхве Ін Хьок - Ом Тхе Ун — «Чоловік з екватора» як Кім Сон У - Ю Чун Сан — «Мій чоловік має сім'ю» як Пан Кві Нам/Террі Кан | Найкраща жіноча роль - Кім Хі Е — «Як довго я цілувалася?» як Юн Со Ре - Кім Нам Джу — «Мій чоловік має сім'ю» як Чха Юн Хі - Кім Сон Рьон — «Король амбіцій» як Пек То Ґьон - Лі Бо Йон — «Моя донька Сойон» як Лі Сойон - Сон Хє Кьо — «Цією зимою, вітер дує» як О Йон |
| Найкращий акторський дебют (чоловіки) - Лі Хі Джун — «Мій чоловік має сім'ю» як Чхон Че Йон - Кім У Бін — «Школа 2013» як Пак Хин Су - Чо Чон Сок — «Два серця короля» як Ин Сі Ґьон - Лі Чон Сін — «Моя донька Сойон» як Кан Сон Дже - Со Ін Гук — «Відповідь у 1997» як Юн Юн Дже      | Найкращий акторський дебют (жінки) - Чон Ин Джі — «Відповідь у 1997» як Сон Сі Вон - Чхве Юн Йон — «Моя донька Сойон» як Чхве Хо Джон - Лі Ю Пі — «Хороший хлопець» як Кан Чоко - Пак Се Йон — «Віра» як королева Ногук - Юн Чін Ї — «Гідність джентльмена» як Ім Ме А Рі |
| Найкращий учасник розважальної програми - Кім Пьо Ман — «Закон джунглів» - Кім Чун Хо — «Концерт жартів», «Людські умови» - Ю Че Сок — «Людина, що біжить», «Нескінченне випробування» - Cultwo — «Привіт, раднику» - Хо Кьон Хван — «Концерт жартів», «Людські умови»                   | Найкраща учасниця розважальної програми - Сін По Ра — «Концерт жартів» - Сон Чі Хьо — «Людина, що біжить» - Лі Йон Джа — «Привіт, раднику» - Кім Чі Мін — «Концерт жартів» - Хан Хє Джін — «Лікувальний табір, невже ви не щасливі»                                       |
| Нагорода за популярність (чоловіки) - Пак Ю Чхон — «Сумую за тобою» як Хан Чон У | Нагорода за популярність (жінки) - Квон Ю Рі — «Король моди» як Чхве Анна |

### Особливі нагороди
| Нагороди                      | Отримувач |
| ----------------------------- | --------- |
| Нагорода за соціальний внесок | Ан Сон Ґі |